# Зубова Щель (село)
Зу́бова Ще́ль — село в Лазаревском районе муниципального образования город-курорт Сочи Краснодарского края. Входит в состав Кичмайского сельского округа.

## География
Селение расположено в центральной части Лазаревского района города-курорта Сочи, по обоим берегам реки Чемитоквадже. Находится в 18 км к юго-востоку от посёлка Лазаревское, в 52 км к северо-западу от Центрального Сочи и в 242 км к югу от города Краснодар (по дороге).
Граничит с землями населённых пунктов: Чемитоквадже на северо-западе и Глубокая Щель на юго-востоке.
Зубова Щель расположена у причерноморского побережья в предгорной зоне. Рельеф местности в основном холмистый с ярко выраженными колебаниями относительных высот. Практически все жилые построения и различные застройки размещены в узкой долине реки Чемитоквадже. Средние высоты на территории села составляют около 175 метров над уровнем моря. В верховьях реки Чимит (правый приток Чемитоквадже) расположена гора Межвейс (954 м), являющаяся водоразделом бассейнов рек Чимит и Кичмай.
На территории села развиты серо-лесные почвы с плодородным горным чернозёмом, благодаря которому в селе хорошо произрастают различные субтропические культуры. Близость моря даёт большое количества влаги. В верховьях реки Чимит расположено крупное урочище — Зубова Щель.
Гидрографическая сеть представлена бассейном реки Чемитоквадже. Река образуется при слиянии рек Чимит (справа) и Чужая (слева), чуть выше верхней окраины села. В низовьях реки Чемитоквадже расположен самый высокий мост России виадук «Зубова Щель».
Климат на территории села влажный субтропический. Среднегодовая температура воздуха составляет около +13,3°С, со средними температурами июля около +22,8°С, и средними температурами января около +5,8°С. Среднегодовое количество осадков составляет около 1370 мм. Основная часть осадков выпадает в зимний период.

## История
До завершения Кавказской войны в 1864 году, в долине реки Чемитоквадже был расположен крупный шапсугский аул Цурмытыкъуаджэ. Однако после завершения войны, практически всё местное население было выселено в Османскую империю, за нежелание признавать над собой власть русского царя и военного русского правительства на Кавказе.
В 1866 году агрономы А. В. Верещагин и И. Н. Клинген исследовавшие долину реки Чемитоквадже писали, что — склоны ущелья реки Чемитоквадже были покрыты «богатыми» полями и садами; здесь после ухода шапсугов были обнаружены «целые шелковичные плантации», «масса плодоносящих виноградников». По этому ущелью проходила горная тропа, которая через хребет Жемси вела в верховья реки Хакучипс и далее на северный склон Главного Кавказского хребта, к Тубинскому перевалу.
В 1871 году низовья реки Чемитоквадже были пожалованы одному из военачальников Кавказского батальона российской армии, некоему Зубову. Этот год и считается датой основания современного села.
По данным А. В. Верещагина в 1873 году здесь силами наёмных рабочих имеретинцев было начато освоение участка. Основным направлением хозяйственной деятельности было виноделие. При этом предполагалось воспользоваться «готовым виноградом, находящимся в изобилии на участке со времени выселения черкесов».
В 1893 году имение было оставлено военачальником Зубовым. В 1899 году имение было выкуплено графом А. Д. Шереметевьем.
По ревизии от 26 января 1923 года село Зубова числилось в составе Лазаревской волости Туапсинского района Кубано-Черноморской области. К тому времени в селе проживали в основном переселенцы армяне, занимавшиеся табаководством.
В 1934 году село было передано в состав Кичмайского сельского Совета Шапсугского района. В 1945 году Шапсугский район реорганизован и переименован в Лазаревский район. 10 февраля 1961 года Лазаревский район включён в состав города-курорта Сочи, как один из его внутригородских районов.
С 26 декабря 1962 года по 12 января 1965 года село находилось в составе Туапсинского района. Затем обратно возвращён в состав Лазаревского внутригородского района города-курорта Сочи.

## Население
| 2002 | 2010 |
| ---- | ---- |
| 266  | ↘253 |

Национальный состав
По данным Всероссийской переписи населения 2010 года:
| Народ   | Численность, чел. | Доля от всего населения, % |
| ------- | ----------------- | -------------------------- |
| армяне  | 169               | 66,8 %                     |
| русские | 39                | 15,4 %                     |
| другие  | 45                | 17,8 %                     |
| всего   | 253               | 100 %                      |

## Инфраструктура
В селе действует Дом Культуры. Другие объекты социальной инфраструктуры (школа, детсад, больница) расположены в посёлке Головинка и селе Каткова Щель.

## Экономика
Основную роль в экономике села играют садоводство и туризм. В окрестностях села разбито множество садовых и виноградных участков. Также в верховьях бассейна реки Чемитоквадже сохранились заброшенные черкесские сады, ныне носящие название — Старые Черкесские Сады. В советское время в селе действовал колхоз «6 лет без Ильича».
Также важную роль в экономике села играет постепенно развивающийся туризм. В селе расположены несколько баз отдыха и пансионаты. Также через село идут различные туристические маршруты ведущие в верховья рек Чимит и Чужая, и далее через перевалы.

## Улицы
В селе всего одна улица — Амурская. Через нижнюю окраину села проходит улица Магистральная, являющаяся частью федеральной автотрассы «Джубга-Адлер».